# Radrennbahn Steglitz

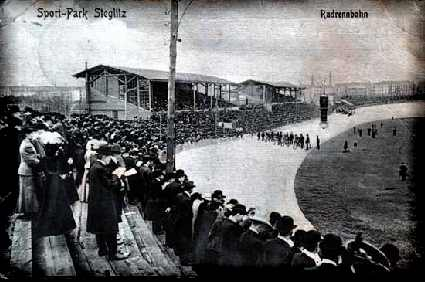
Radrennbahn Steglitz, 1910

Die Radrennbahn Steglitz war von 1905 bis 1910 eine Sport- und Vergnügungsarena in der Landgemeinde Steglitz im heutigen Stadtgebiet von Berlin.

## Bau

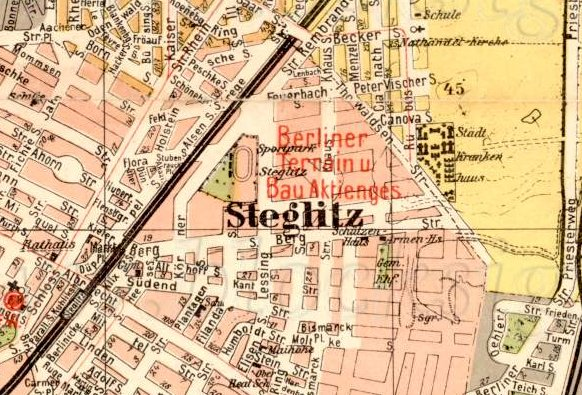
Lage des Sportpark Steglitz auf einer Karte von 1907 (Ausschnitt)

Start zum Goldenen Rad von Steglitz 1908: Thaddäus Robl, Paul Guignard, Yvan Goor, Piet Dickentman, Bruno Demke (v. l. n. r.)

Fliegerrennen in Steglitz, 1908

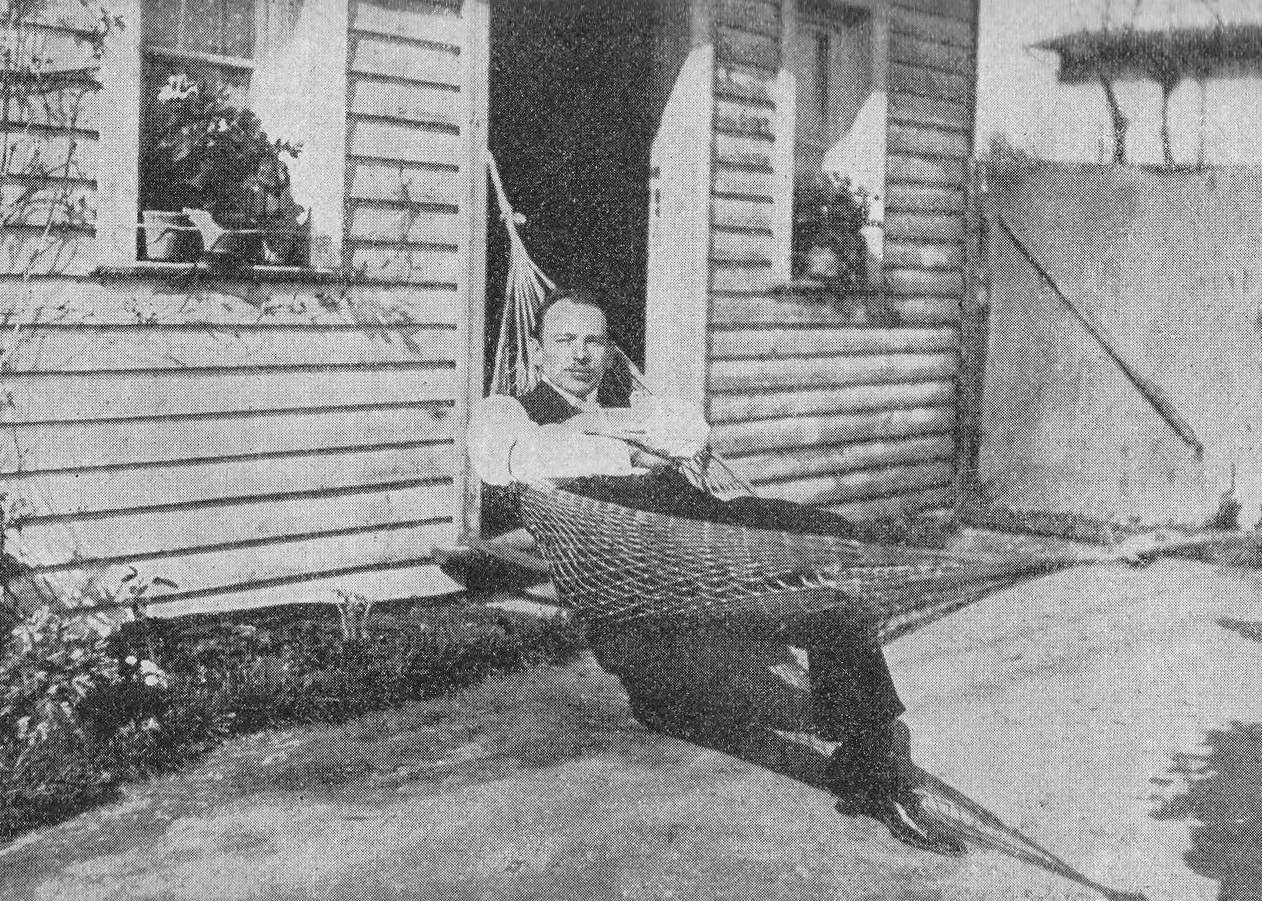
Fritz Theile vor seiner „Villa“

Das deutsche Kronprinzenpaar Wilhelm und Cecilie beim Großen Preis von Berlin 1907 auf der Radrennbahn Steglitz

Die Radrennbahn Steglitz wurde ab dem 31. Mai 1905 auf dem Gelände der Berliner Bau-Aktiengesellschaft an der Körnerstraße nach Plänen des Ingenieurs Ebersold aus Magdeburg erbaut. Bauherr war der Unternehmer Ferdinand Knorr, dessen Radrennbahn in Friedenau 1904 den Bauten des heutigen Wagnerviertels weichen musste. Das Gelände im Norden von Steglitz in der Nähe des heutigen S-Bahnhofs Feuerbachstraße, auf dem heute die Wohnblocks der Lothar-Bucher-Straße stehen, ist in einem Plan von 1907 ovalförmig als Sportplatz verzeichnet. Wegen starken Regens musste die ursprünglich für den 3. September 1905 geplante Eröffnung um eine Woche, auf den 10. September, verschoben werden. Fast 15.000 Zuschauer sahen im Hauptrennen über 1000 Meter den Sieg des französischen Weltmeisters Gabriel Poulain und im Stundenrennen mit motorisierten Schrittmachern den des Berliners Bruno Demke.

## Betrieb
Die 500 Meter lange Bahn war in der Zielgerade zwölf und in der gegenüber liegenden Seite zehn Meter breit und bot Sitz- und Stehplätze für ungefähr 12.500 Zuschauer. Im gemauerten Unterbau der Kurven lagen die Kabinen für die Rennfahrer. Unter der südlichen Kurve führte ein Durchgang zum Innenraum. Auf der an der Eisenbahn gelegenen Seite der Rennbahn standen drei Tribünen, in deren festen Unterbau sich die Wohnungen der Angestellten des Sportparks sowie Schankräume befanden. Auf der anderen Seite, den Tribünen gegenüber, wurden drei weitere Ausschankhäuschen sowie an der Nordkurve ein Werkstattgebäude errichtet. Im Frühjahr und Herbst, der Zeit, in der keine Rennen abgehalten werden, wurde der Innenraum der Bahn von Fußballvereinen zu ihren Spielen und Wettstreiten benutzt. Im angeschlossenen Sportpark gab es 25 Tennisplätze.
In Steglitz starteten die weltweit besten Fahrer ihrer Zeit wie Thorvald Ellegaard, Louis Darragon und John Stol sowie das deutsche Radsport-Idol Thaddäus Robl. Zweimal – 1908 sowie 1910 – fanden auf der Radrennbahn Weltmeisterschaften statt, wobei die WM von 1910 ein inoffizieller Wettbewerb war, die sogenannte „Oberweltmeisterschaft“. Bahnradsport war zu Beginn des 20. Jahrhunderts sehr populär; das Berliner Sechstagerennen gab es seit 1909.
Durch die Erhebung einer Lustbarkeitssteuer stellte die Radrennbahn eine nicht unerhebliche Einnahmequelle für die Landgemeinde Steglitz dar. Von den enormen Zuschauerzahlen profitierten an den Wochenenden auch die Gastwirte.

## „Villa Theile“
Mehrere Jahre vor seinem Tod im Jahr 1911 – er stürzte tödlich bei einem Rennen – mietete der Berliner Radrennfahrer Fritz Theile einen Schuppen auf dem Gelände der Radrennbahn Steglitz, den er selbst mit Hilfe anderer Radrennfahrer herrichtete und auch einen kleinen Garten anlegte. Theile galt als Berliner Original und war sowohl für seinen ausgeprägten Appetit wie auch für seine Trinkfestigkeit bekannt. Die „Villa Theile“ war ein beliebter Treffpunkt der damaligen Radsport-Szene.

## Das Ende der Rennbahn
Der Pachtvertrag der Terraingesellschaft für das Gelände des Sportparks wurde zum 1. Oktober 1910 nicht mehr verlängert. Grund war die geplante Wohnbebauung des Geländes mit dem Bismarckviertel. Diese ließ jedoch fast 20 Jahre auf sich warten, und das Gelände verfiel. Im Jahre 1927 berichtete der Steglitzer Anzeiger: „Lustig wuchern Gras und wilde Stauden auf dem weiten, immer noch unbebauten Terrain. Ein ländliches Fleckchen Erde inmitten der hohen Wohnviertel. Unter hohen Grashalmen halb verborgen, lugen noch die Spuren der ehemaligen Steglitzer Radrennbahn hervor […].“ Kurz darauf entstanden hier große Wohnblocks der Baugenossenschaft Steglitz. Heute erinnert nichts mehr im Stadtbild an diese Sportstätte.